# Diopsis atricapilla
Diopsis atricapilla är en tvåvingeart som beskrevs av Guérin-Méneville 1835. Diopsis atricapilla ingår i släktet Diopsis och familjen Diopsidae.
Artens utbredningsområde är Senegal. Inga underarter finns listade i Catalogue of Life.